# Lit (taille de pierre)
Pour les articles homonymes, voir lit.

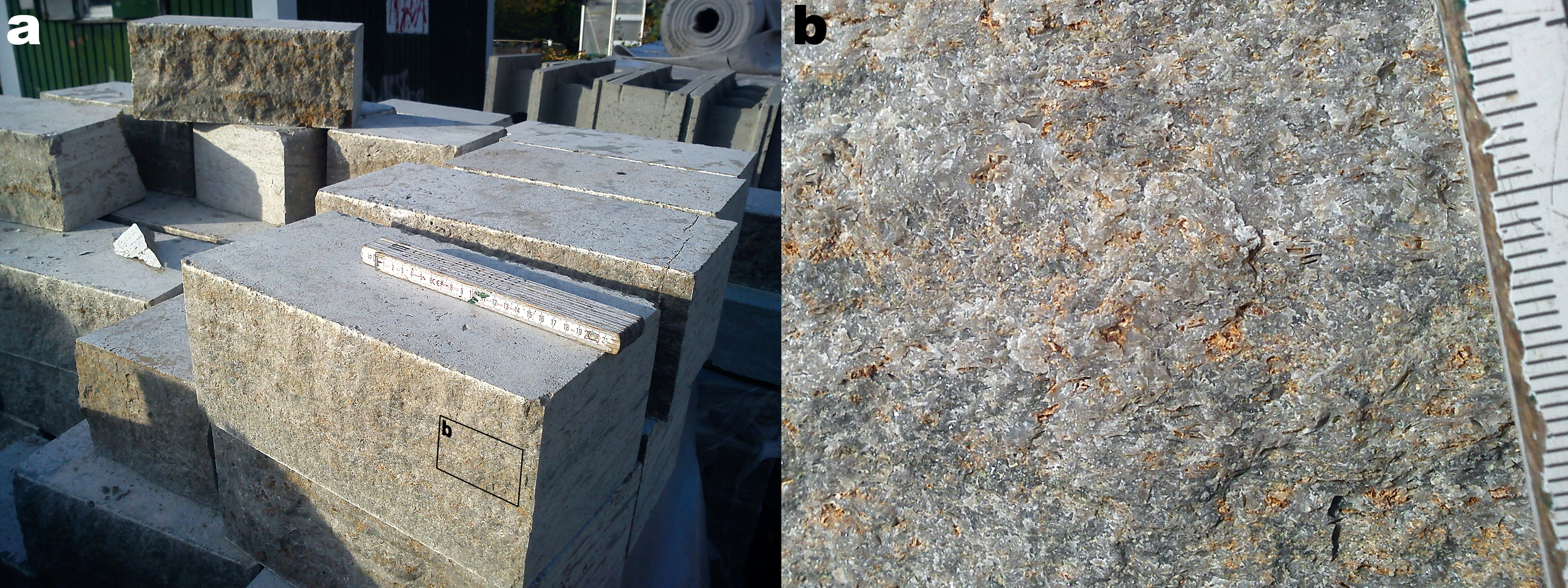
Pierre de taille avec le lit supérieur

Les lits désignent les faces d'une pierre de taille. Il s'agit de la surface horizontale de pose d’une pierre de taille. Chaque pierre de taille est comprise entre deux lits : le lit inférieur et le lit supérieur; le lit supérieur d’une pierre reçoit le lit inférieur de celle qui vient au-dessus. 
Les Grecs posaient leurs matériaux taillés, marbre ou pierre, sans mortier. Les Romains firent de même. Dans les provinces du centre et du nord de la France, on employa le mortier entre les pierres d’appareil depuis l’époque mérovingienne. Les lits de mortier sont fort épais du VIIe au XIIe siècle; ils s’amincissent pendant les XIVe et XVe siècles.

## Description
Chaque lit a une fonction différente : 
- Le lit d'attente est la face qui attend les pierres de l'assise supérieure ;
- Le lit de joint est la face qui sépare deux pierres dans la même assise. Ce lit est entaillé d'un abreuvoir ;
- Le lit de pose est la face qui sera posée sur l'assise inférieure ;
- La face visible de la pierre de taille est appelée « parement » ;
- La face opposée au parement est nommée « contre-parement ».

Chaque face est repérée par un signe conventionnel. Par exemple, le lit de pose est représenté par un cercle barré d'une croix.